# Marvel Avengers Academy
Marvel Avengers Academy — компьютерная игра, разработанная и выпущенная TinyCo 4 февраля 2016 года для iOS и Android. Включает в себя персонажей Marvel Comics.
Была закрыта 4 февраля 2019 года.

## Геймплей
Нужно построить собственный академический кампус и населить его супергероями-студентами, развивающими свои сверхспособности.

## Отзывы
В Polygon заявили, что игра была «более увлекательной, чем имеет право быть», а также похвалили дизайн персонажей и сюжетные линии. В Pocket Gamer были более критичны, дав игре оценку 2 из 5. В Gamezebo написали, что от игры не стоит ждать «глубокого, насыщенного геймплея», но отметили, что она понравится тем, для кого «важнее всего увлекательная история и отличная атмосфера».